# Чарлс Вестморланд
Чарлс Вестморланд (енгл. Charles Westmoreland) измишљени је лик из америчке ТВ серије Бекство из затвора. Његов лик тумачи Мус Ватсон. Чарлс се по први пут у серији појављује у првој епизоди.
Чарлс већ од годинама седи у Фокс риверу. Он је осуђен због изазивања саобраћајне несреће украденим аутомобилом у којој је страдала жена и казна му је по Марфијевом закону устростручена са 20 на 60 година.Мајкл Скофилд, такође затвореник у Фокс риверу верује да је он у ствари озлоглашени Д. Б. Купер, чувени отмичар авиона. Занимљиво за њега је, да откако је дошао у затвор, никада није пробао да побегне и никада се није свађао са другим затвореницима.
 Након сазнања да га комисија не пушта да посети болесну кћерку, која болује од рака, прихвата предлог Мајкла Скофилда да бежи са њима из Фокс ривер стејта. У дану бекства он спречава капетана Белика који је сазнао за бекство да их спречи у томе онесвешћује га везује и оставља у подземном пролазу али при томе бива рањен убодом у пределу стомака. Нажалсот, он и Манч Санчез нису успели да пређу затворске зидине. Чарлс је искрварио у амбуланти, одакле су затвореници побегли из затвора.